# Tenda (abitazione)

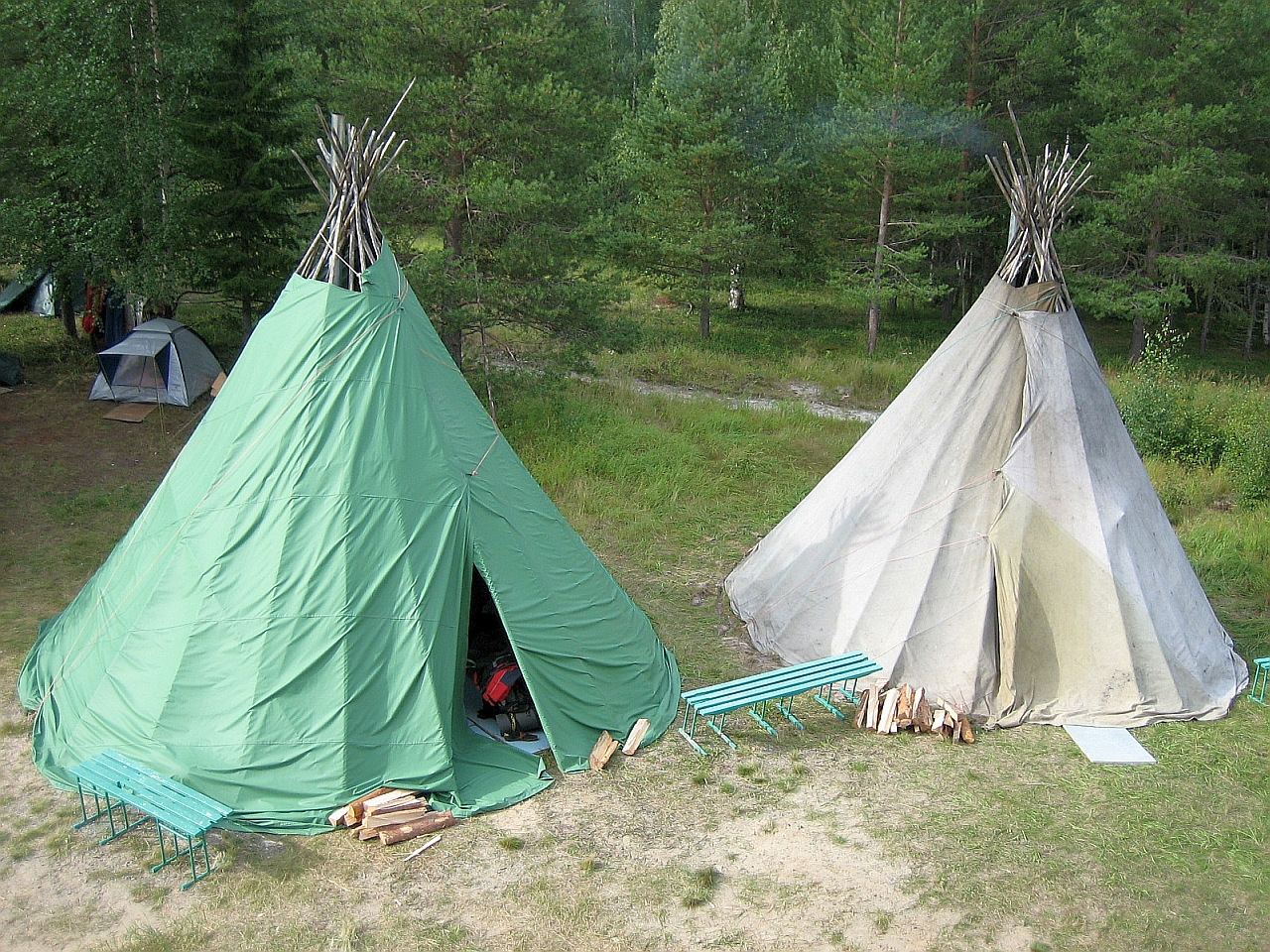
Due chum nella Siberia occidentale, uno con una copertura in tessuto più tradizionale (bianco) e l'altro con una copertura moderna rivestita in gomma (verde)

La tenda è una piccola abitazione dalle pareti in stoffa che si monta e smonta facilmente. Presso alcune popolazioni nomadi è o era l'unica o la principale forma abitativa, e poteva essere someggiata su animali dopo averla smontata, o trasportata in pianta stabile su carri.
Esempi di tende di questo tipo sono il tipi o la iurta, che può essere considerata un passaggio intermedio tra la tenda dei nomadi e la casa degli stanziali. Presso i popoli stanziali, attualmente, è utilizzata prevalentemente per motivi di svago e turismo; nella quasi totalità dei casi si utilizzano tende di fabbricazione industriale.

## Descrizione

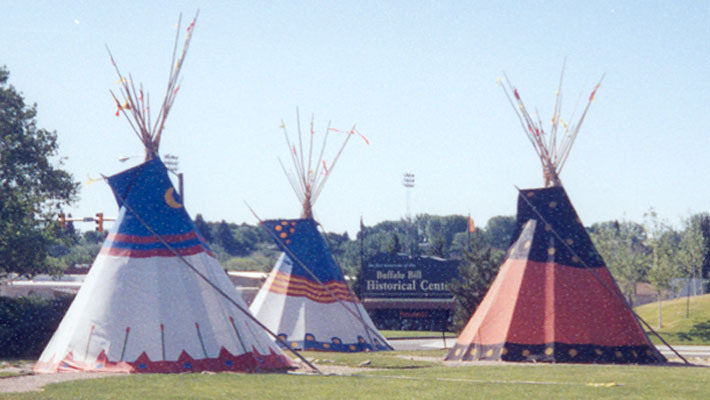
Teepees

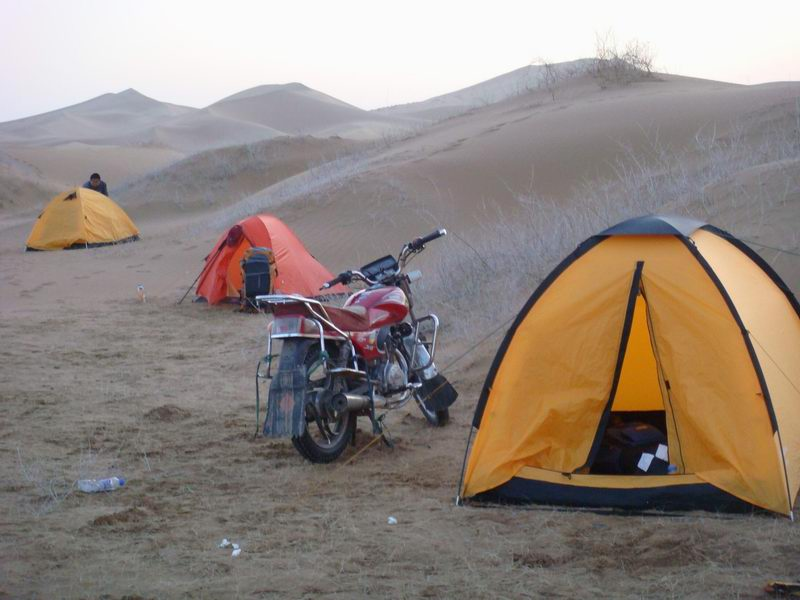
Tende moderne

### Tenda beduina
Venivano costruite nel deserto e venivano tessute a mano dalle donne beduine, fatte di lana di pecora, pelle di capra e di dromedario. Le tende possono essere smantellate per consentire maggiore facilità di spostamento durante il pascolo e hanno aperture flessibili per adattarsi ai cambiamenti di direzione del vento. Hanno una forma più o meno triangolare, e vengono solitamente disposte una vicina all'altra per tenere caldo.

### Tende da campeggio
All'interno è costituita generalmente da un'intelaiatura di pali, di solito in alluminio o materiale plastico, che viene poi ricoperta da teli di tessuto impermeabilizzato. La tenda viene poi fissata al terreno con la tensione di cavi legati a dei paletti piantati nel terreno, chiamati picchetti. All'interno di una tenda si dorme solitamente avvolti in sacchi a pelo.
Essa viene chiamata in vari modi a seconda della forma e della grandezza:
- tenda canadese: tenda con copertura a due spioventi, molto piccola, ma di facile costruzione anche con mezzi di fortuna;
- tenda ad igloo: di forma approssimativamente emisferica
- tenda da campo: generalmente usata dai militari
- tenda da campeggio: usata moltissimo da famiglie, ha una capienza di 5-6 persone o più.

## Tipi di tenda
| Nome            | Descrizione | Immagine |
| --------------- | --- | --- |
| Tenda a campana | Utilizzata dal 600 d.C. Il disegno è una struttura semplice, sorretta da un unico palo centrale, rivestita di tela di cotone. | Tende a campana usate dalla cavalleria britannica durante la guerra di Crimea nel 1855. Fotografia di Roger Fenton. |
| Chum            | Il chum è un tipo di abitazione a struttura conica utilizzata dai popoli nomadi uralici (nenci, nganasani, enci, chanti, mansi, komi) allevatori di renne della Siberia nordoccidentale della Russia.                                                                   | Chum nel complesso etnoculturale di "The Aldyn-Bulak", Russia, Tyva                                                 |
| Tenda volante   | Una tenda senza pareti. Sono talvolta indicate anche come bivacchi, bivvies, teloni o hootchies. | Una tenda volante improvvisata usando un telone                                                                     |
| Gazebo          | Una struttura architettonica coperta, ma aperta verso l'esterno. | Esempio di tenda a gazebo                                                                                           |
| Goahti          | Tenda Sami di tessuto, torba o legno. | Ricostruzione di un goahti in legno                                                                                 |
| Lavvù           | Ha un design simile a un tipì dei nativi americani ma è meno verticale e più stabile con vento forte. Consente alle culture indigene delle pianure senza alberi della Scandinavia settentrionale e dell'alto artico dell'Eurasia di seguire le loro mandrie di renne.   | Un lavvu alla fine del 1800, da "Norge i det nittende aarhundrede" (1900).                                          |
| Kohte           | La tipica tenda dello scautismo tedesco e del movimento giovanile tedesco. | Campo scout tedesco, composto da un certo numero di Kohte.                                                          |
| Loue            | Un rifugio finlandese ultraleggero simile a una tenda volante. Viene utilizzato per fornire una ragionevole protezione dal vento e dalla pioggia durante una varietà di avventure all'aria aperta, tra cui il campeggio, la canoa, l'escursionismo e la caccia.         | Loue con falò e materassino                                                                                         |
| Pandal          | In India e nei paesi limitrofi è una struttura fabbricata, temporanea o permanente, che viene utilizzata in molti luoghi come all'esterno di un edificio o in un'area aperta come lungo una strada pubblica o davanti a una casa.                                       | Pandal temporanei coperti di paglia a Calcutta                                                                      |
| Pavilion        | Tipicamente una tenda molto grande. | Esempio di Pavilion                                                                                                 |
| Tenda a parete  | Una tenda a parete, nota anche come tenda da safari o tenda da pastore, è un tipo di tenda con quattro pareti verticali dritte che offrono più spazio per la testa rispetto alle tradizionali tende a forma di piramide.                                                | Una tenda a parete in caso di forte nevicata                                                                        |
| Sarrasani       | Una grande tenda di raduno che ricorda il Sarrasani, un circo tedesco che raggiunse la fama mondiale prima della seconda guerra mondiale e risiedeva a Dresda, ma divenne noto anche come il circo nazionale dell'Argentina durante gli anni della separazione tedesca. | Esempio di tenda Sarrasani                                                                                          |
| Tenda Sibley    | Inventata dall'ufficiale militare americano Henry Hopkins Sibley e brevettata nel 1856. Di design conico, è alta circa 12 piedi (3,7 m) e 18 piedi (5,5 m) di diametro. Può ospitare comodamente una dozzina di uomini.                                                 | "The Sibley Tent" - Il viaggiatore della prateria (1859).                                                           |
| Tipì            | Un tipì (anche indicato in inglese come teepee o tepee) è una tenda conica originariamente fatta con pelli, corteccia di betulla o teli, utilizzata dai nativi americani delle Grandi Pianure del nord degli Stati Uniti d'America.                                     | Un tipì Oglala Lakota, 1891                                                                                         |
| Wigwam          | Usata un tempo da certe tribù native americane, e usata ancora oggi a scopo cerimoniale. | Wigwam Apache, 1880                                                                                                 |
| Tupiq           | Una tenda Inuit tradizionale fatta di pelle di foca o caribù. Un Inuk doveva uccidere da cinque a dieci ugjuk (Erignathus barbatus) per realizzare una tenda di pelle di foca.                                                                                          | Famiglia Inuit con Malamute fuori da un tupiq, 1915                                                                 |
| Iurta           | Detta non correttamente anche yurta (in russo: юрта?, traslitterato: jurta; in mongolo: Гэр, Ger) è un'abitazione mobile adottata da molti popoli nomadi dell'Asia tra cui mongoli, kazaki e kirghisi.                                                                  | Iurte mongole |